# A Good Man (film, 2020)
Pour les articles homonymes, voir A Good Man.
Pour plus de détails, voir Fiche technique et Distribution.
A Good Man est un film dramatique français co-écrit, produit et réalisé par Marie-Castille Mention-Schaar, sorti en 2020.
Il est sélectionné au festival de Cannes 2020, qui est finalement annulé en raison de la pandémie de Covid-19. Il est sélectionné et présenté, le 10 novembre 2021, au Festival du cinéma américain de Deauville, dans la sélection spéciale « L'heure de la Croisette ».

## Synopsis
Aude et Benjamin s'aiment et vivent ensemble depuis plusieurs années. Ils veulent avoir un enfant, mais Aude ne peut pas. Alors Benjamin décide de porter leur enfant. Car Benjamin est un homme trans et peut tomber enceint, n'ayant pas fait d'hystérectomie, il deviendrait père.

## Fiche technique
Sauf indication contraire, les informations mentionnées dans cette section peuvent être confirmées par la base de données cinématographiques Unifrance,  présente dans la section « Liens externes ».
- Titre original : A Good Man
- Réalisation : Marie-Castille Mention-Schaar
- Scénario : Marie-Castille Mention-Schaar et Christian Sonderegger
- Musique : n/a
- Décors : Isabelle Quillard
- Costumes : Isabelle Mathieu
- Photographie : Myriam Vinocour
- Son : Dominique Levert
- Montage : Benoît Quinon
- Production : Marie-Castille Mention-Schaar
- Sociétés de production : Willow Films ; Scope Pictures
- SOFICA : LBPI 13
- Sociétés de distribution : Pyramide Distribution (France) ; Cinéart (Belgique), Agora Films Suisse (Suisse romande)
- Pays de production :  France
- Langue originale : français
- Format : couleur
- Genre : drame
- Durée : 107 minutes
- Dates de sortie :
  - France : 6 septembre 2020 (Festival du cinéma américain de Deauville) ; 10 novembre 2021 (sortie nationale)
  - Suisse romande : 10 novembre 2021
  - Belgique : 2 février 2022

## Distribution
- Noémie Merlant : Benjamin « Ben »
- Soko : Aude
- Vincent Dedienne : Antoine
- Gabriel Almaer : Erwann
- Alysson Paradis : Annette
- Anne Loiret : Eva
- Geneviève Mnich : Jeannette
- Jonas Ben Ahmed : Neil

## Production
Le tournage a lieu, entre avril et mai 2019, sur l'île de Groix, dans le Morbihan dont près de 150 habitants y ont participé.

## Accueil

### Festivals et sorties
Le film est sélectionné au Festival de Cannes 2020, qui est finalement annulé en raison de la pandémie de Covid-19. Il est sélectionné et présenté le 10 novembre 2021 au Festival du cinéma américain de Deauville, dans la sélection spéciale « L'heure de la Croisette ».
Il sort dans les salles obscures, le 10 novembre 2021, en France et en Suisse romande.
En Belgique, il sort le 23 mars 2022.

### Critiques et controverse
Avant même sa sortie, le film crée la controverse sur les réseaux sociaux lorsqu'il est annoncé que Noémie Merlant, une femme cisgenre, a été choisie pour interpréter le rôle principal d'un homme transgenre,. Dans une note d'intention, Marie-Castille Mention-Schaar justifie son choix par le manque d'acteurs trans en France. Selon elle, ceux-ci « se comptent sur les doigts d'une main ». La création du hashtag #ActoraTrans est mis en place sur Twitter afin de permettre aux acteurs et actrices trans et non-binaires d'être visibles et montrer qu'elles et eux existent et sont disponibles « pour jouer des rôles qui les représentent ».
Le film est mentionné de manière négative dans une lettre ouverte publiée par l'actrice Rose Harlean dans le magazine Têtu, en août 2020. L'actrice critique « la performance cis » qui permet aux acteurs cisgenres d'obtenir de grandes récompenses grâce à leurs personnages qui font du sensationnalisme des vécus transgenres. « Une fois la récompense obtenue, l'acteur ou l'actrice en question troque sa fausse barbe pour une longue robe ou bien son maquillage, sa perruque et ses accessoires pour un smoking. Tout cela perpétue une fausse image de travestissement ».
Le film reçoit des critiques internationales lorsqu'il est projeté pour la première fois au Festival du cinéma américain de Deauville et au Festival international du film de Toronto pour le casting d'une actrice cisgenre dans le rôle d'un personnage transgenre. Le film est accusé de « transface »,.

## Distinction

### Sélection
- Festival de Cannes 2020[1]

### Documentation
- Dossier de presse A Good Man